# Flemming Arnholm
Flemming Arnholm (født 18. oktober 1945 på Frederiksberg, død 12. juni 2008) var en dansk filminstruktør og direktør for filmselskabet Spectrum Film A/S. Han var kendt som manuskriptforfatter og instruktør af en lang række kortfilm, undervisningsfilm og lignende. I 1980 købte han halvdelen af Ib Dam-Spectrum Film A/S, og han overtog fem år senere den anden halvdel, hvorpå han ændrede navnet til det nuværende.
Flemming Arnholm var oprindeligt uddannet portrætfotograf, og i 1960'erne var han i en periode free lance-medarbejder på forskellige tv-udsendelser i Danmarks Radio. Han var også filmfotograf på Jorden er flad, Henrik Stangerups film fra 1977.

## Filmografi
- Hvad kan vi gøre for Dem?
- Forberedt - også på det værste, 1977